# Johann Cramer (Politiker)
Johann Cramer (* 29. Juli 1905 in Norden, Provinz Hannover, Königreich Preußen; † 14. Januar 1987 in Wilhelmshaven) war ein deutscher Politiker der SPD.

## Leben und Beruf
Cramer besuchte nach der Volksschule zunächst die Handelsschule und machte anschließend eine kaufmännische Lehre. Ab 1924 arbeitete er als Redakteur bei der von Hermann Tempel geleiteten Ostfriesischen Volkszeitung. Bis 1931 war er auch Vorsitzender des „Zentralverbandes der Angestellten“ in Emden, anschließend war er bis 1933 Chefredakteur des Volksblattes in Saalfeld. 1933 wurde er aus politischen Gründen vorübergehend inhaftiert. Nach der Haftentlassung gründete er zunächst eine Akzidenz-Druckerei und später eine Schuheinlagen-Fabrik. Ab 1941 war er Soldat und kam gegen Kriegsende in britische Kriegsgefangenschaft, aus der er 1946 entlassen wurde.
Nach dem Zweiten Weltkrieg wurde Cramer 1946 Betriebsprüfer beim Hauptarbeitsamt in Emden, anschließend Leiter des Kreiswirtschaftsamtes Norden. Er war Lizenzträger der Nordwestdeutschen Rundschau, deren Verlagsleiter und Chefredakteur er 1954 auch wurde.

## Partei
Cramer gehörte 1920 zu den Mitbegründern der „Sozialistischen Jugend Norden“ und trat 1921 der SPD bei. Seit 1955 war er Kreisvorsitzender der SPD in Wilhelmshaven. Zudem war er stellvertretender Vorsitzender des SPD-Parteibezirks Weser-Ems.

## Abgeordneter
1948/49 gehörte Cramer dem Wirtschaftsrat an. Er wurde 1949 als im Bundestagswahlkreis Wilhelmshaven – Friesland direkt gewählter Abgeordneter Mitglied des Deutschen Bundestages und war in dieser Legislaturperiode Vorsitzender des Bundestagsausschusses für das Post- und Fernmeldewesen. Dem Bundestag gehörte er erneut von 1957 bis 1972 an. Seinen Wahlkreis konnte er 1961 und 1969 direkt gewinnen, in den anderen Wahlperioden zog er über die niedersächsische Landesliste seiner Partei ins Parlament ein. Seit 1956 war er zudem Stadtverordneter in Wilhelmshaven.

## Ehrungen
Johann Cramer wurde 1968 mit dem Großen Bundesverdienstkreuz ausgezeichnet, 1972 mit dem Großen Verdienstkreuz mit Stern.